# アンドレアス・プレシェル
アンドレアス・プレシェル（Andreas Preschel 1961年2月1日 - ）は、旧東ドイツのシュヴェリーン出身の柔道選手。階級は95kg級。

## 人物
東ドイツ代表として活躍していて、1983年の世界選手権では95kg級で優勝を飾った。しかし、1984年のロサンゼルスオリンピックには東ドイツがボイコットしたために出場できなかった。その後は以前ほどの活躍は見られずに引退した。2012年現在はポツダムにある柔道クラブのコーチを務めている。

## 主な戦績
- 1980年 - ヨーロッパジュニア　2位(86kg級)
- 1982年 - ポーランド国際　2位
- 1983年 - 世界選手権　優勝
- 1985年 - チェコ国際　2位
- 1985年 - ヨーロッパ選手権　3位
- 1985年 - オーストリア国際　3位
- 1986年 - オーストリア国際　3位
- 1987年 - オーストリア国際　3位